# Шмини (недельная глава)
Недельная глава «Шмини» (др.-евр. וַיְהִי בַּיּוֹם הַשְּׁמִינִי‬ — «И было на восьмой день…») — третья недельная глава книги Ваикра (Книга Левит).

## Содержание главы
На восьмой день после «семи дней посвящения» (описанных в предыдущей главе) Аарон и его сыновья начинают службу в качестве коэнов.
Два старших сына Аарона, Надав и Авиу, приносят на алтарь «чуждый огонь перед Бoгом, который Он приносить не велел», и гибнут.
Далее в главе описываются законы кашрута. Из наземных разрешенными являются только жвачные парнокопытные животные. Для рыб обязательным является наличие чешуи и плавников. Перечисляются виды некошерных птиц и виды кошерных насекомых (четыре вида саранчи).
В завершение главы даются некоторые законы ритуальной чистоты, включая закон об о микве. И народу Израиля предписывается «отличать нечистое от чистого».

## Гафтара
Читают историю из Второй Книги Шмуэля, где описывается история, похожая на трагедию сынов Аарона: один из коэнов, Уза, коснулся ковчега завета, и умер на месте.